# Museum van Batalha
Het Museum van Batalha is een museum in de Portugese gemeente Batalha. Het museum laat de geschiedenis van de streek zien van de prehistorie tot de tegenwoordige  tijd. Plannen voor het museum begonnen in 2003 toen een werkgroep werd samengesteld om dit museum te ontwikkelen. In 2011 opende het museum officieel zijn deuren. Het museum is een voorloper in het toegankelijk maken van hun collectie voor blinden en doven. Hiervoor won het museum in 2013 de Kenneth Hudson Award, een prijs voor het meest innovatieve museum van Europa.
2010 Museum voor anticonceptie en abortus  Oostenrijk · 
2011 Museum voor verbroken relaties  Kroatië · 
2012 Glasnevin Cemetery  Ierland ·
2013 Museum van Batalha  Portugal ·
2014 Jānis Lipke-museum  Letland ·
2015 Internationaal Rode Kruis en Rode Halvemaan Museum  Zwitserland ·
2016 Micropia  Nederland ·
2017 Boris Jeltsin-museum  Rusland · 
2018 Nationaal Museum van Estland  Estland · 
2019 Weltmuseum Wien  Oostenrijk · 
2020 Haus der Geschichte Österreich  Oostenrijk · 
2021 CosmoCaixa  Spanje · 
2022 Wayne Modest, Nanette Snoep, Laura van Broekhoven & Leontine Meijer-van Mensch · 
2023 23,5 Hrant Dink Site of Memory   Turkije